# Klein Beuster
Klein Beuster ist ein Wohnplatz im Ortsteil Beuster der Hansestadt Seehausen (Altmark) im Landkreis Stendal in Sachsen-Anhalt.

## Geografie
Der Wohnplatz Klein Beuster, ursprünglich ein Marschhufendorf, ist der südöstliche Teil des Dorfes Beuster, früher auch Oberbeuster genannt. Klein Beuster liegt „oberwärts“ der Alten Elbe, einem Altarm der Elbe, im Norden der Wische in der Altmark. Die Elbdeichwässerung, ein kleiner Graben, bildet die Grenze zwischen Klein und Groß Beuster.
Nachbarorte sind Groß Beuster und Grashof im Nordwesten und Westen, Werder im Nordosten, Unterkamps und Ostorf im Südosten, der frühere Dahmshof im Süden,  sowie Eichfeld und Esack im Südwesten. 

## Geschichte
Im Jahre 1395 wird Klein Beuster erstmals erwähnt als Tu den ouerboyster, als Dechant und Kapitel in Beuster eine Hebung an die Schartow verkauften. Weitere Nennungen sind 1517 des dorff auerbeyster, 1600 Obern Boister, 1608 Oberbeuster, um 1650 Ober Beuster oder Kleinen Beuster und 1687 Ober Boᵉster. Im Jahre 1725 wurden in einem Handwerker-Kataster für Klein Beuster 4 Garnweber und ein Zimmermann aufgeführt. 1804 gab im Dorf Klein Beuster einen Krug, neben vielen bäuerlichen Bewohnern einen Schiffer und zwei Windmühlen.

### Eingemeindungen
Am 30. September 1928 wurden die Landgemeinden Klein Beuster und Groß Beuster mit dem Gutsbezirk Esack zur Landgemeinde Beuster zusammengelegt, Klein Beuster wurde zum Ortsteil der Gemeinde Beuster. Durch den Zusammenschluss von Beuster mit anderen Gemeinden zum 1. Januar 2010 zu einer neuen Gemeinde mit dem Namen Hansestadt Seehausen (Altmark) wurde Beuster selbst ein Ortsteil und seitdem gibt es nur noch den Wohnplatz Klein Beuster.
Zu heutigen Ortsteil Beuster kamen am 1. Januar 2010 durch diese Auflösung des Ortsteils Klein Beuster neben Klein Beuster auch Dahmshof, Eichfeld (ein früheres Freigut) und der Grashof, die bereits 1905 zur Landgemeinde Klein Beuster gehört hatten. Weitere Wohnplätze der Landgemeinde Klein Beuster waren: Meierhof, zuletzt 1905 genannt, Freifeld und Poggenhagen (zuletzt 1895) sowie Neuenfelde (nur 1843).

### Einwohnerentwicklung
| Jahr | Einwohner |
| ---- | --------- |
| 1734 | 154       |
| 1775 | 174       |
| 1789 | 196       |
| 1798 | 193       |
| 1801 | 163       |

| Jahr | Einwohner |
| ---- | --------- |
| 1818 | 160       |
| 1840 | 182       |
| 1864 | 262       |
| 1871 | 223       |
| 1892 | [00]200   |

| Jahr | Einwohner |
| ---- | --------- |
| 1885 | 182       |
| 1895 | 187       |
| 1900 | [00]183   |
| 1905 | [00]177   |
| 1910 | [00]171   |

| Jahr | Einwohner |
| ---- | --------- |
| 1925 | 195       |

Quelle wenn nicht angegeben:

## Religion
Die evangelische Kirchengemeinde Klein Beuster wurde am 27. Juli 1995 mit der Kirchengemeinde Groß Beuster zur Kirchengemeinde Beuster zusammengeschlossen. Sie wird betreut vom Pfarrbereich Beuster des Kirchenkreises Stendal im Propstsprengel Stendal-Magdeburg der Evangelischen Kirche in Mitteldeutschland.
Früher gehörte die Kirchengemeinde Klein Beuster zur Pfarrei Klein-Beuster bei Groß-Beuster in der Altmark. Von der Pfarrei wurden im Jahre 1903 betreut: Kamps, Ostorf und die Güter Esack, Groß Wegenitz und Klein Wegenitz, Scharpenlohe und Neuenfelde.
Die ältesten überlieferten Kirchenbücher für Klein Beuster stammen aus dem Jahre 1653.

## Kultur und Sehenswürdigkeiten
- Die Evangelische Dorfkirche St. Marien in Klein Beuster ist ein barocker Fachwerkbau von 1740–46 mit einem Westturm aus Backstein und einer Orgel.[17]
- Auf dem Kirchhof befindet sich ein Friedhof.
- Mehrere Bauernhäuser an der Deichstraße stehen unter Denkmalschutz.